# Хомутинников, Николай Петрович
Николай Петрович Хомутинников (19 мая 1928 — 7 октября 2017) — советский хоккейный судья всесоюзного (1963) и международного (1964) уровней.

## Биография
Родился 19 мая 1928 года.
Судейством занимался с 1958 года, матчи чемпионатов СССР судил с 1961 года. В период 1962—1963 гг. вошёл в десятку лучших хоккейных судьёй СССР. Член Московской коллегии судей по хоккею с шайбой. Являлся одним из самых лучших хоккейных судей за всю историю отечественного хоккея с шайбой .
Скончался 7 октября 2017 года.